# Renato Ongari
Renato Ongari (Mantova, 1º luglio 1935 – Mantova, 12 ottobre 2016) è stato un canoista italiano.

## Biografia
Nato nel 1935 a Mantova, era tesserato della Canottieri Mincio della sua città. Iniziò a praticare la canoa a 11 anni, nel 1946.
A 25 anni partecipò ai Giochi olimpici di Roma 1960, nel K1 4x500 m, insieme ad Annibale Berton, Alberto Schiavi e Cesare Zilioli, arrivando quarto in batteria con il tempo di 8'10"76, dietro a Germania (poi oro), Unione Sovietica e Danimarca (poi bronzo), con le prime due qualificate direttamente alla semifinale. La qualificazione alla semifinale arrivò grazie al ripescaggio, vinto in 8'06"48 davanti all'Australia, anch'essa qualificata. In semifinale non arrivò invece la qualificazione all'ultimo atto, a causa del quarto posto su quattro con il tempo di 7'59"21, dietro a Unione Sovietica di nuovo, Polonia e Paesi Bassi, con le prime due in finale.
Dopo il ritiro svolse il mestiere di cardiologo, diventando anche primario a Nogara, ma rimanendo contemporaneamente nel mondo dello sport, con ruoli dirigenziali in CONI e FICK locali e anche come allenatore.
Morì nel 2016, a 81 anni. A lui è intitolata una palestra nel Centro Canoa "Sparafucile" di Mantova.